# 初等阿貝爾群
在群論中，初等阿貝爾群是有限阿貝爾群，這里的所有非平凡元素都有 p 階而 p 是素數。
通過有限生成阿貝爾群的分類，所有初等阿貝爾群必定有如下形式
(Z/pZ)n
對于非負整數 n。這里的 Z/pZ 指示 p 階的循環群(或等價的整數模以 p)，而冪符號表示意味著 n 元笛卡爾積。

## 例子和形式
- 初等阿貝爾群 (Z/2Z)2 有四個元素: { [0,0], [0,1], [1,0], [1,1] }。加法是逐分量進行，結果要模以 2。例如，[1,0] + [1,1] = [0,1]。

- (Z/pZ)n 由 n 個元素生成，而 n 是最小的可能的生成元數目。特別是集合 {e1, ..., en} 這里的 ei 在第 i 個分量中為 1 而在其他地方為 0 是極小生成集合。

- 所有初等阿貝爾群都有非常簡單的有限展示:

(Z/pZ)n {\displaystyle \cong } < e1, ..., en | eip = 1, eiej = ejei >

## 向量空間結構
假設 V = (Z/pZ)n 是初等阿貝爾群。因為 Z/pZ {\displaystyle \cong } Fp，即 p 個元素的有限域，我們有 V = (Z/pZ)n {\displaystyle \cong } Fpn，所以 V 可以被認為是在域 Fp 上的 n-維向量空間。  
機警的讀者可能發現 Fpn 有比群 V 更大的結構，特別是它除了(向量/群)加法之外還有標量乘法。但是 V 作為阿貝爾群有唯一一個 Z-模結構，這里的 Z 的作用對應於重復的加法，而這個 Z-模結構一致於 Fp 標量乘法。就是說，c·g = g + g + ... + g (c 次) 這里的 c 在 Fp 中(考慮為整數帶有 0 ≤ c < p) 給予 V 一個自然的 Fp-模結構。

## 自同構群
作為向量空間 V 有如例子中那樣的基 {e1, ..., en}。如果我們選取 {v1, ..., vn} 為任何 V 的 n 個元素，則通過線性代數我們有映射 T(ei) = vi 唯一擴張為 V 的線性變換。每個這種 T 都可以被認為是從 V 到 V 的群同態(自同態)并同 V 的任何自同態一樣可以被認為是 V 作為向量空間的線性變換。
如果我們限制注意力於 V 的自同構，我們有 Aut(V) = { T : V -> V | ker T = 0 } = GLn(Fp)，即在 Fp 上的 n ×n 可逆矩陣的一般線性群。